# Moussa Faki
Moussa Faki (21. juli 1960-) regeringschef i Tchad i perioden 24. juni 2003-3. februar 2005.